# South Prairie
South Prairie ist eine Kleinstadt (Town) im Pierce County im US-Bundesstaat Washington. Das U.S. Census Bureau hat bei der Volkszählung 2020 eine Einwohnerzahl von 373 ermittelt.

## Geschichte
South Prairie wurde 1888 von Frank Bisson parzelliert. Es wurde nach seiner Lage, südlich von Connell’s Prairie und Porter’s Prairie, benannt.  South Prairie wurde offiziell am 17. Februar 1909 als Gebietskörperschaft anerkannt.

## Geographie
Nach dem United States Census Bureau nimmt die Stadt eine Gesamtfläche von 1,04 km² ein, wovon 1,01 km² Land- und der Rest Wasserflächen sind.

## Demographie
| Jahr | Einwohner¹ |
| ---- | ---------- |
| 1910 | 264        |
| 1920 | 215        |
| 1930 | 204        |
| 1940 | 226        |
| 1950 | 207        |
| 1960 | 214        |
| 1970 | 206        |
| 1980 | 202        |
| 1990 | 180        |
| 2000 | 382        |
| 2010 | 434        |
| 2020 | 373        |

¹ 1910–2020: Volkszählungsergebnisse

### Census 2000
Nach der Volkszählung von 2000 gab es in South Prairie 382 Einwohner, 125 Haushalte und 98 Familien. Die Bevölkerungsdichte betrug 359,7 pro km². Es gab 138 Wohneinheiten bei einer mittleren Dichte von 130 pro km².
Die Bevölkerung bestand zu 93,98 % aus Weißen, zu 1,05 % aus Afroamerikanern, zu 2,09 % aus Indianern, zu 1,31 % aus Asiaten, und zu 1,57 % aus zwei oder mehr „Rassen“. Hispanics oder Latinos „jeglicher Rasse“ bildeten 0,79 % der Bevölkerung.
Von den 125 Haushalten beherbergten 44,8 % Kinder unter 18 Jahren, 68 % wurden von zusammen lebenden verheirateten Paaren, 4,8 % von alleinerziehenden Müttern geführt; 20,8 % waren Nicht-Familien. 12 % der Haushalte waren Singles und 3,2 % waren alleinstehende über 65-jährige Personen. Die durchschnittliche Haushaltsgröße betrug 3,06 und die durchschnittliche Familiengröße 3,4 Personen.
Der Median des Alters in der Stadt betrug 32 Jahre. 33 % der Einwohner waren unter 18, 4,7 % zwischen 18 und 24, 35,8 % zwischen 25 und 44, 16,8 % zwischen 45 und 64 und 7,1 65 Jahre oder älter. Auf 100 Frauen kamen 108,7 Männer, bei den über 18-Jährigen waren es 100 Männer auf 100 Frauen.
Alle Angaben zum mittleren Einkommen beziehen sich auf den Median. Das mittlere Haushaltseinkommen betrug 50.250 US$, in den Familien waren es 56.250 US$. Männer hatten ein mittleres Einkommen von 47.489 US$ gegenüber 37.250 US$ bei Frauen. Das Pro-Kopf-Einkommen betrug 19.345 US$. Etwa 1,8 % der Familien und 5,1 % der Gesamtbevölkerung lebte unterhalb der Armutsgrenze; das betraf 4,5 % der unter 18-Jährigen und 13 % der über 65-Jährigen.

### Census 2010
Nach der Volkszählung von 2010 gab es in South Prairie 434 Einwohner, 166 Haushalte und 115 Familien. Die Bevölkerungsdichte betrug 429,7 pro km². Es gab 174 Wohneinheiten bei einer mittleren Dichte von 172,3 pro km².
Die Bevölkerung bestand zu 92,4 % aus Weißen, zu 0,5 % aus Afroamerikanern, zu 2,5 % aus Indianern, zu 0,7 % aus Asiaten, zu 0,5 % aus anderen „Rassen“ und zu 3,5 % aus zwei oder mehr „Rassen“. Hispanics oder Latinos „jeglicher Rasse“ bildeten 1,2 % der Bevölkerung.
Von den 166 Haushalten beherbergten 36,1 % Kinder unter 18 Jahren, 56,6 % wurden von zusammen lebenden verheirateten Paaren, 7,8 % von alleinerziehenden Müttern und 4,8 % von alleinstehenden Vätern geführt; 30,7 % waren Nicht-Familien. 24,7 % der Haushalte waren Singles und 8,4 % waren alleinstehende über 65-jährige Personen. Die durchschnittliche Haushaltsgröße betrug 2,61 und die durchschnittliche Familiengröße 3,15 Personen.
Der Median des Alters in der Stadt betrug 40,6 Jahre. 25,8 % der Einwohner waren unter 18, 6,7 % zwischen 18 und 24, 22,5 % zwischen 25 und 44, 33,8 % zwischen 45 und 64 und 11,1 65 Jahre oder älter. Von den Einwohnern waren 51,8 % Männer und 48,2 % Frauen.